# Guangzhou Velodrome
Guangzhou Velodrome (chiń. 广州自行车馆) – kryty tor kolarski w Kantonie, w Chinach. Został otwarty w 2010 roku. Może pomieścić 2020 widzów. Długość drewnianego toru kolarskiego wynosi 250 m.
Tor został otwarty w 2010 roku. Obiekt jest w pełni zadaszony i posiada 1780 stałych oraz 240 dostawnych miejsc dla widzów. Drewniany tor kolarski areny ma 250 m długości. Welodrom wybudowano na terenie kompleksu uniwersyteckiego, tzw. Guangzhou Higher Education Mega Center. W listopadzie 2010 roku na torze rozegrano zawody kolarstwa torowego w ramach Igrzysk Azjatyckich 2010. W grudniu 2010 roku obiekt był również areną zawodów w kolarstwie torowym podczas Igrzysk Paraazjatyckich 2010. Tor gościł też m.in. krajowe mistrzostwa w kolarstwie torowym.